# Злодій, який прийшов до обіду
Злодій, який прийшов до обіду (англ. The Thief Who Came to Dinner) — американський фільм 1973 року.

## Сюжет
Привабливий злодій Вебстер Макгі, в минулому талановитий програміст, що спеціалізується на крадіжці коштовностей. Одного разу до нього потрапляють не тільки гроші, але й файли з інформацією, яка може знищити кар'єру магната Джина Гендерлінга. Макгі шантажує магната і з його допомогою входить у вище суспільствов з наміром знайти для пограбунку інших будинків. На одному з прийомів він знайомиться з Лаурою. Вона захоплюється Вебстером і з задоволенням допомагає йому у всіх його авантюрах. Кожне своє пограбування Вебстер підписує шаховим ходом і незабаром стає відомим у всьому місті як «шаховий злодій». Слідчий страхової компанії Дейв Рейлі намагається виявити Вебстера.

## У ролях
- Райан О'Ніл — Вебстер МакГі
- Жаклін Біссет — Лаура Кітон
- Воррен Оутс — Дейв Рейлі
- Джилл Клейберг — Джекі Джонсон
- Чарльз Чоффі — Джин Гендерлінг
- Нед Бітті — Деамс
- Остін Пендлтон — Зуковські
- Грегорі Сьєрра — Динаміт Гектор
- Майкл Мерфі — Тед
- Джон Гіллерман — Едмунд Ласкер